# Charles Cartuyvels
Charles Cartuyvels (* 27. Februar 1835; † 26. April 1907) war ein belgischer, römisch-katholischer Priester, Theologe, Publizist und bekannter Kanzelredner.

## Leben
Charles Cartuyvels war über 25 Jahre lang Vize-Rektor der Katholischen Universität Löwen.
Er stand mit Giovanni Battista Scalabrini und der Congregatio Scalabriniana in Kontakt wegen Scalabrinis Erfahrungen mit der Auswanderung. Am Kongress der Sozialen Arbeit von Lüttich vom 5. bis 7. September 1887 hielt er einen Bericht über die „Auswanderung von Belgiern nach Amerika“.
Er war Mitglied der katholischen Studentenverbindung KAV Lovania Löwen.